# بارسلونت
بارسلونت هي بلدة فرنسية تقع في إقليم ألب البروفنس العليا في منطقة  ألب كوت دازور.